# Mirophasma cirsium
Mirophasma cirsium är en insektsart som beskrevs av Ludwig Redtenbacher 1906. Mirophasma cirsium ingår i släktet Mirophasma och familjen Pseudophasmatidae. Inga underarter finns listade i Catalogue of Life.